# Volvo Serie 700
Die Volvo 700er Serie war eine Modellbezeichnung vom schwedischen Automobilhersteller Volvo für ein PKW-Modell, das sowohl als Limousine wie auch als Kombi und als Coupé hergestellt wurde.

## Typenbezeichnung
Die Typenbezeichnung unterschied Limousinen und Kombis der 740er- und 760er-Modelle sowie das Coupé 780. Der 760 war mit Sechszylinderbenzinmotor lieferbar und besser ausgestattet als der 740 (z. B. serienmäßige Leichtmetallfelgen, höherwertige Innenausstattung mit Velourssitzen, mehr Chrom im Kühlergrill). Der 780 wiederum war ausschließlich als Coupé-Version erhältlich.
Der Aufbau der Typenbezeichnung war wie folgt gegliedert:
Die erste Zahl gab die Serie an (hier also die 700er Serie).
Die zweite Ziffer nannte die Zylinderzahl des Motors.
Die dritte Ziffer bezog sich auf die Anzahl der Türen.
So war zum Beispiel ein Volvo Typ 745 ein Kombi mit Vierzylindermotor bzw. ein Volvo Typ 764 eine Limousine mit Sechszylindermotor.
Keine Regel ohne Ausnahmen:
- Die Dieselmotoren erhielten je nach Ausstattung die Typenbezeichnung 740, obwohl sie sechs Zylinder besaßen.
- Die stärksten Versionen der Vierzylinder-Ottomotoren wurden auch im 760er angeboten.
- Alle Coupés besaßen die Typenbezeichnung 780, keine Variante verfügte jedoch über mehr als sechs Zylinder.

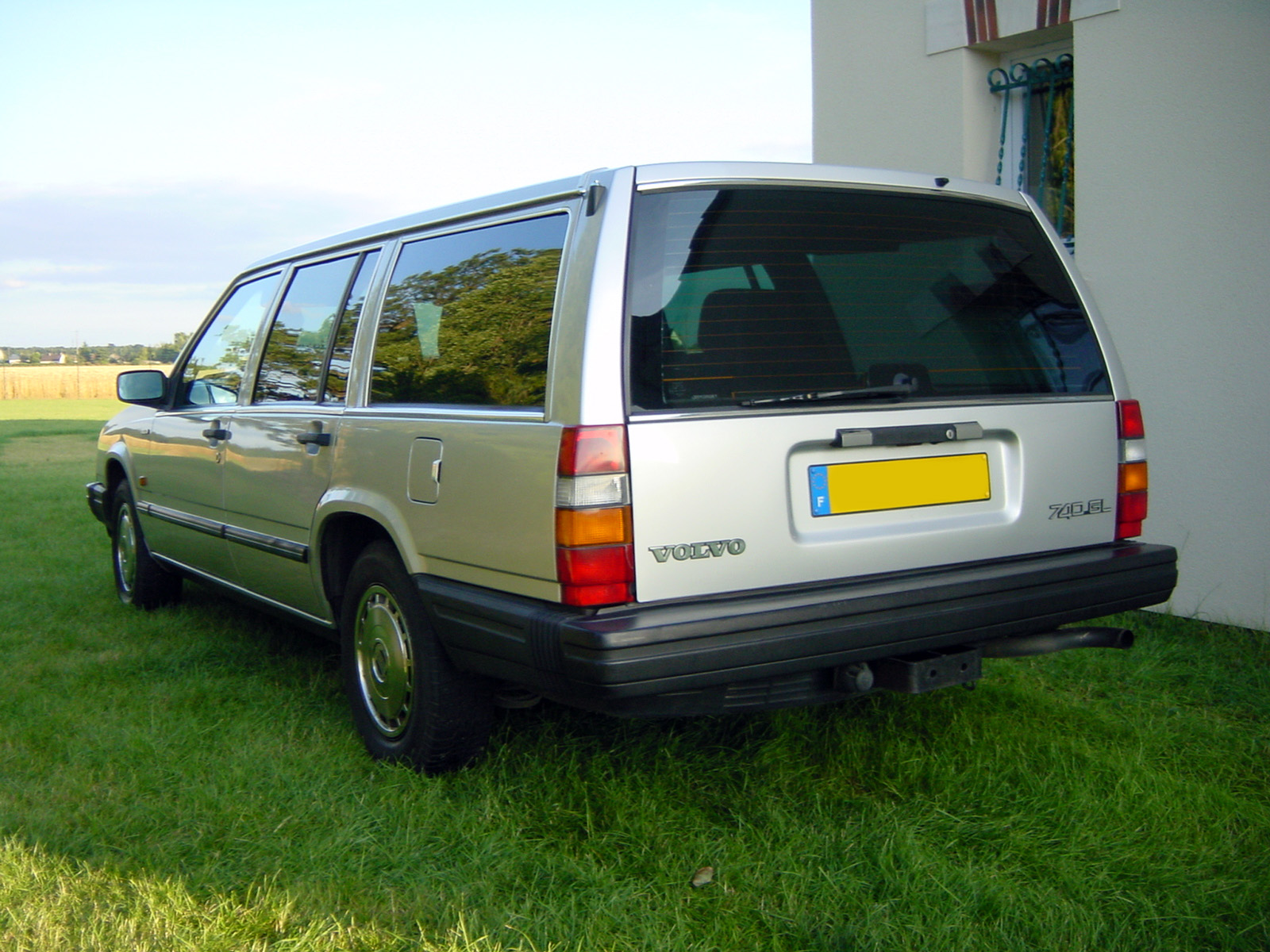
Volvo 740 Kombi (1989–1992)
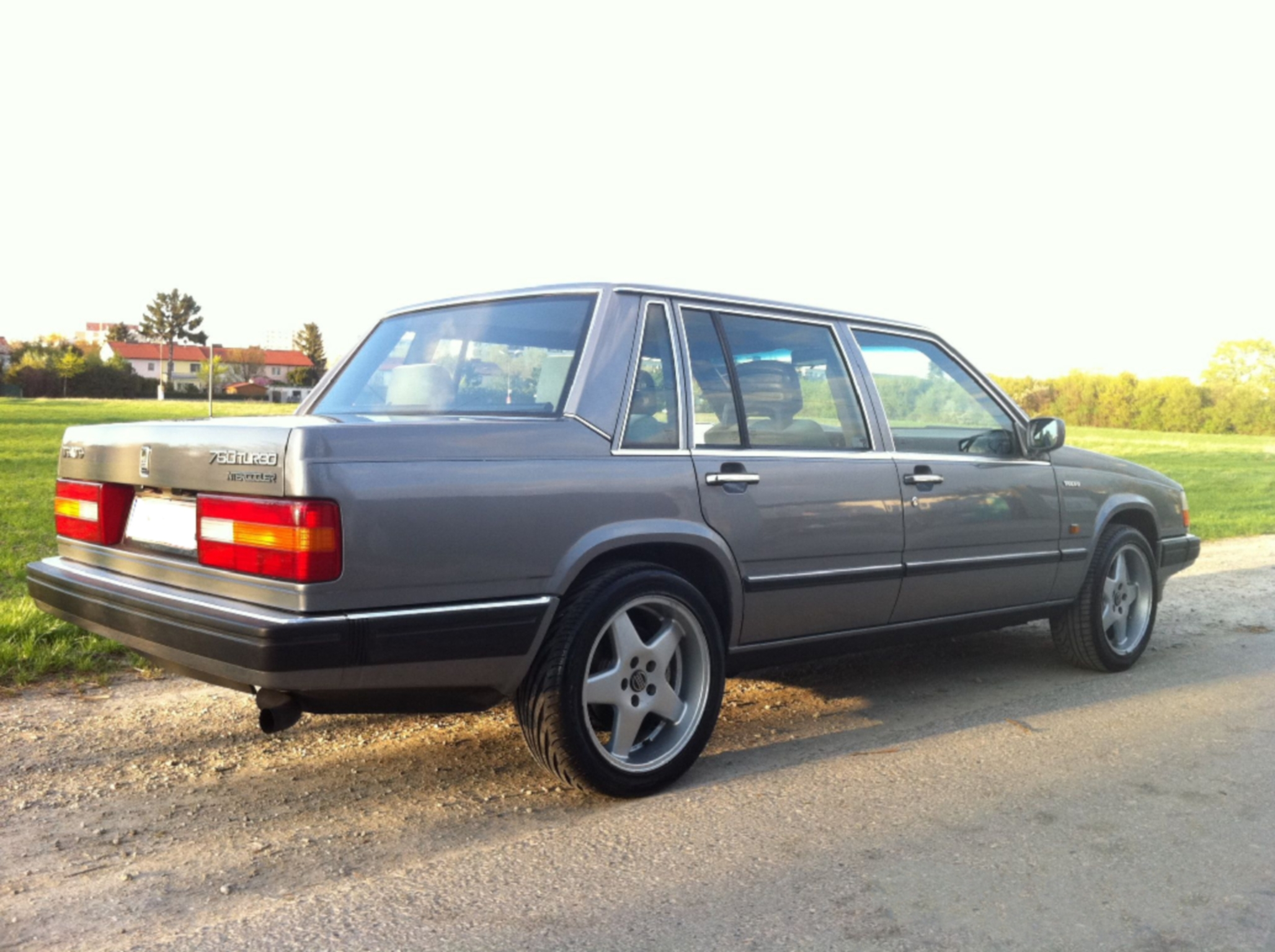
Volvo 760 Turbo (1989–1990)
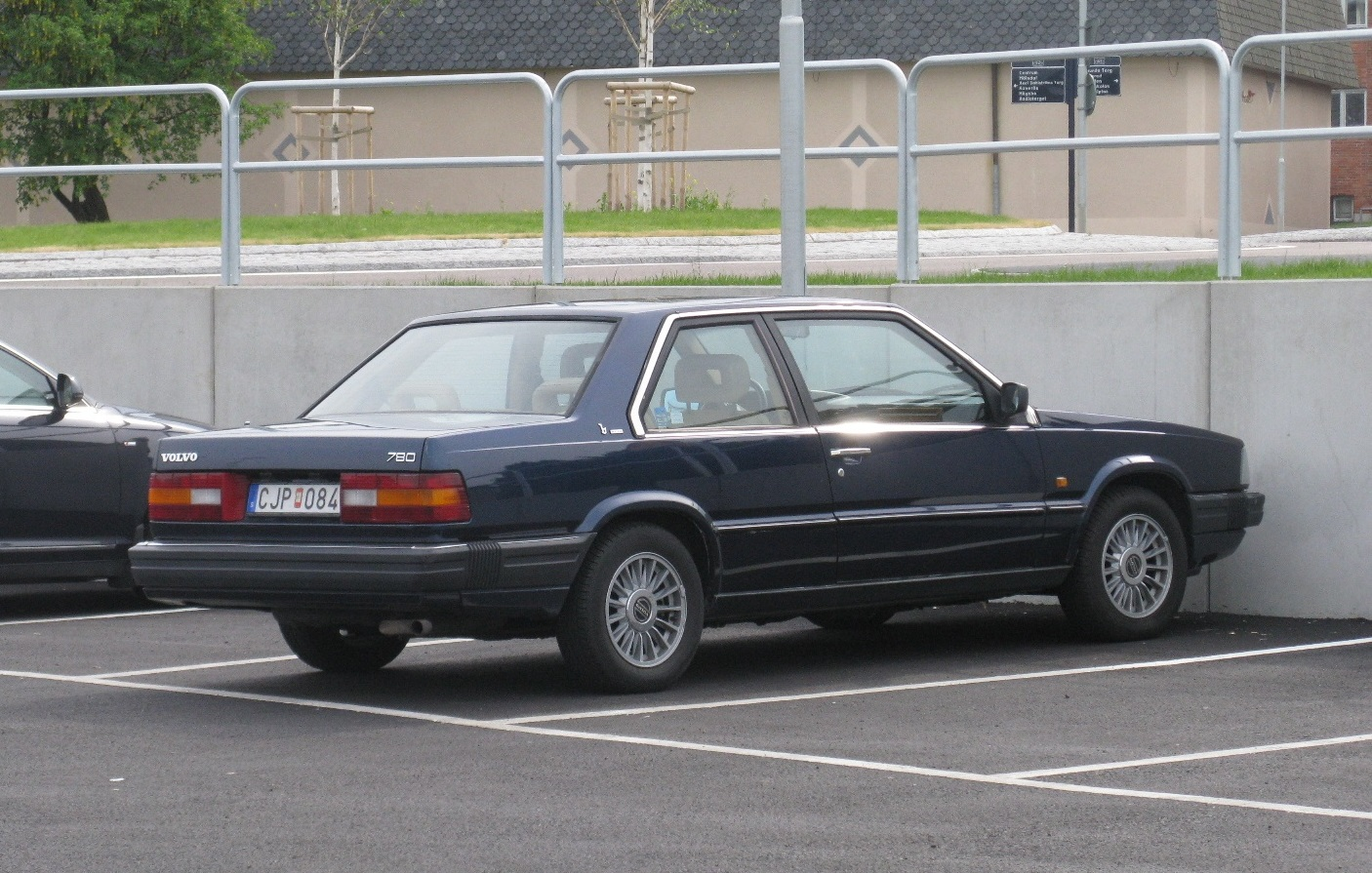
Volvo 780 (1985–1990)

## Geschichte
Mit dem 760 wurde Anfang 1982 das erste Modell der 700er-Serie vorgestellt. Es handelte sich hierbei um eine Neukonstruktion. Im Frühjahr 1984 ergänzte der 740, zunächst als Limousine, die Palette. Im Frühjahr 1985 folgten die Kombiversionen beider Fahrzeuge. Als dritte Variante wurde im Sommer 1985 das Coupé 780 auf den Markt gebracht, welches jedoch nicht nach Deutschland importiert wurde.
Nach zwei Jahren paralleler Bauzeit der 700er- und 900er-Serie wurde im Spätsommer 1992 die 700er-Reihe endgültig eingestellt.
Parallel dazu vertrieb Volvo die 200er-Serie bis Mitte 1993, was zu einer nicht ganz einfachen Marktpositionierung mit zwei sehr ähnlichen PKW-Modellen führte.
Durch das eckige Design bekamen die 700er-Modelle Spitznamen wie „Container-Volvo“, „Swedish Bricks“ oder auch einfach nur „Bricks“. Verantwortlich für das Design war Jan Wilsgaard.
Neben den skandinavischen Ländern nutzte auch die DDR-Regierung die Volvo 700er-Reihe als Repräsentations- und Behördenfahrzeuge.

## Marktsituation
Obwohl Volvo auch noch die vergleichbare 200er-Serie vertrieb, erfreute sich die 700er Serie sehr großer Beliebtheit, sicher auch deswegen, weil die 700er Serie in cw-Wert und ab 1988 bei den 760-Limousinen auch bezüglich der Hinterachstechnik, siehe Abschnitt Technik, das modernere Fahrzeug war.
Während der zwölfjährigen Produktionszeit wurden circa 1,25 Millionen 700er gebaut, etwa 830.000 Limousinen, 400.000 Kombis und rund 8500 Coupés vom 780.
In Europa war der Kombi beliebter als die Limousine, da dieser mit einem Ladevolumen von bis zu 2200 l einer der größten am Markt war. Auf dem US-amerikanischen Markt fand die Limousine mehr Abnehmer.
Die heutige Marktlage auf dem Gebrauchtmarkt ist für Käufer günstig. Obwohl das Ende der Produktionszeit mittlerweile mehr als zwanzig Jahre zurückliegt, kann für die 700er-Serie auf dem Gebrauchtwagenmarkt keine gesteigerte Nachfrage festgestellt werden. Insbesondere Limousinen sind am Markt so gut wie gar nicht gefragt. Kombis erzielen je nach Ausstattung, Laufleistung und Pflegezustand vergleichbare Preise zu damaligen Konkurrenzprodukten. Aufgrund der großflächigen Verzinkung der damaligen 700er Modelle sind diese Modelle ab dem Produktionsjahr 1990 größtenteils immun gegen Rost. Die Heckklappen der Kombimodelle sind aus Aluminium und weisen daher oftmals harmlose Korrosionsstellen auf.

## Technik
Alle 700er-Modelle besitzen Hinterradantrieb. Die 700er-Kombis sowie 740 Limousinen besaßen hinten eine Starrachse, ebenso wie die 760 Limousine und das 780 Coupé bis einschließlich des Modelljahrs 1987. Ab dem Modelljahr 1988 fand eine  neue geteilte Hinterachse (Mehrlenkerachse) in den Topmodellen der 760er-Limousinen Verwendung.
Bei der 700er-Serie kamen sowohl Otto- als auch Dieselmotoren zum Einsatz.
Typische Vierzylinder-Ottomotoren mit Katalysator, die ein Grauguss-Kurbelgehäuse und einen Aluminium-Zylinderkopf sowie einen Zahnriemen haben, waren in Deutschland:

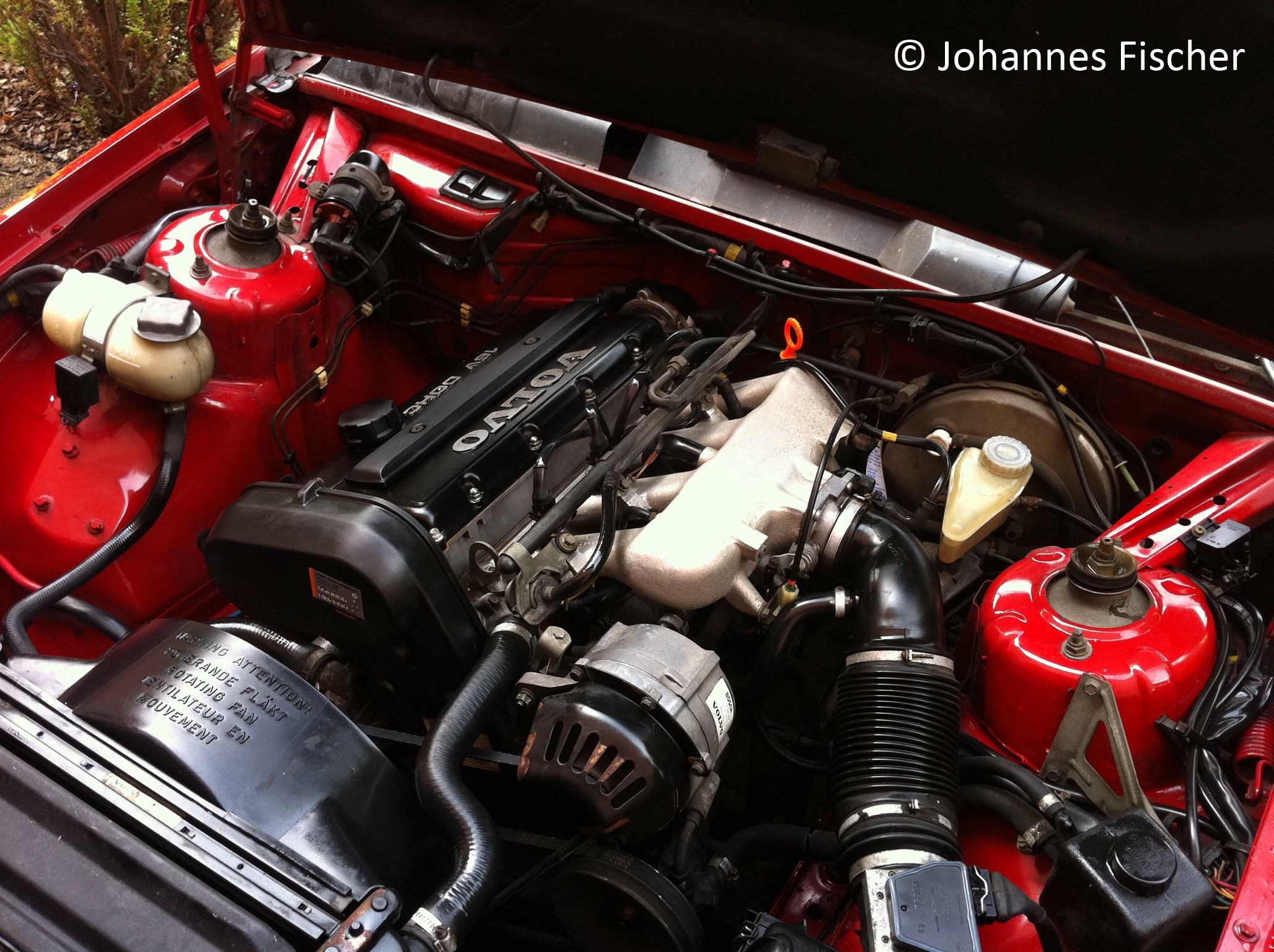
Motorraum mit B234F-Motor

- B200F - 1986 cm³ Hubraum mit 82 kW/111 PS[3]

- B230F - 2316 cm³ Hubraum mit 85 kW/115 PS
- B230FB - 2316 cm³ Hubraum mit 96 kW/131 PS
- B234F - 2316 cm³, 16 Ventiler mit 114 kW/155 PS[4]
- B230FT - 2316 cm³ Hubraum, Turbolader mit 114 kW / 155 PS bzw. 121 kW / 165 PS
- B230ET - 2316 cm³ Hubraum, Turbolader mit 133 kW / 182 PS

Typische Sechszylinder-Dieselmotoren (aus VW-Lizenz) in Deutschland waren:
- D24 - 2383 cm³ Hubraum mit 60 kW/82 PS (nur 740)
- D24T - 2383 cm³ Hubraum, Turbolader mit 80 kW/109 PS (740 & 760)
- D24TIC - 2383 cm³ Hubraum mit Turbolader und Ladeluftkühler mit 90 kW/122 PS (740 & 760; 129 PS im 780)

Typische Sechszylinder-Ottomotoren ohne Katalysator in Deutschland waren:
- B28E - 2849 cm³ Hubraum mit 115 kW / 156 PS

Typische Sechszylinder-Ottomotoren mit Katalysator in Deutschland waren:
- B280F - 2829 cm³ Hubraum mit 108 kW/147 PS

Zusätzlich wurden verschiedene Motorvarianten für andere Märkte produziert.
Alle damaligen Volvo-Motoren gelten bei entsprechender Pflege heute als langlebige Triebwerke. Motorlaufleistungen von 300.000 km und mehr sind keine Seltenheit.
Bei den 16-Ventilern ist aber auf die Einhaltung der Zahnriemen-Wechselintervalle penibel zu achten.
Für die Motoren B200F, B230F, B230FB und B230FT gibt es Umrüstsätze, durch die sie die Schadstoffklasse Euro 2 erreichen.
Es kamen entweder 4+1-Overdrive-Getriebe (Bezeichnung M46) oder  Fünfgang-Getriebe (M47) bzw. Automatikschaltgetriebe vom Typ ZF4HP22 oder AW70 bzw. AW71 zur Anwendung.